# Relações entre Estados Federados da Micronésia e Ilhas Marshall
As relações entre Estados Federados da Micronésia e Ilhas Marshall referem-se às relações diplomáticas, económicas, históricas e culturais estabelecidas entre os Estados Federados da Micronésia e as Ilhas Marshall. Tanto as Ilhas Marshall quanto os Estados Federados da Micronésia mantêm boas relações entre si, tendo-se estabelecido em 26 de fevereiro de 1987.
Ambos são estados associados da Compact of Free Association. Os Estados Unidos assistem ambos os países a nível humanitário Os cidadãos com passaporte das Ilhas Marshall podem entrar nos Estados Federados da Micronésia sem visto, e o recíproco também se aplica, e o mesmo para entradas nos Estados Unidos.
Em 20 de janeiro de 2020, após o término da sua tomada de posse, o novo Presidente das Ilhas Marshall, David Kabua, reuniu-se com o Presidente dos Estados Federados da Micronésia, David Panuelo. A reunião começou com o Presidente Cabua observando que ele e as Ilhas Marshall agradeceram a presença do Presidente Panuelo em sua posse, observando que existe uma relação bilateral entre os países baseada em valores partilhados..